# Дружківське
Дружківське (до 2016 — Червонозоряне) — село Дружківської міської громади Краматорського району Донецької області, Україна. Населення становить 538 осіб. Відстань до Дружківки становить близько 4 км і проходить автошляхом місцевого значення.
Засноване 1991 року 

## Населення
За даними перепису 2001 року населення села становило 538 осіб, із них 38,29% зазначили рідною мову українську, 59,67% — російську, 1,12% — білоруську, 0,93% — німецьку